# Курчумски район
Курчумски район (на казахски: Күршім ауданы) е съставна част на Източноказахстанска област, Казахстан, с обща площ 23 190 км2 и население 23 415 души (по приблизителна оценка към 1 януари 2020 г.).
Административен център е село Курчум.